# Walter George Durst
Walter George Dürst (São Paulo, 15 de junho de 1922 – São Paulo, 24 de agosto de 1997) foi um cineasta e escritor brasileiro. Embora o seu sobrenome seja habitualmente pronunciado com o ⟨u⟩ da combinação ⟨-ur-⟩ do inglês, o fonema alemão representado graficamente por ⟨ü⟩ (pronunciado /ʏ/ —  AFI) é pronunciado como o ⟨u⟩ em francês, os dois, quase como o /i/ português, usado em empréstimos do francês (buffet, bureau). Em dúvida, melhor é pronunciá-lo como o /u/ em português.

## Biografia
Intelectual e politizado, após experiência como cineasta, no início de sua carreira televisiva foi adaptando clássicos textos de teatro para o programa TV de Vanguarda, na Rede Tupi de São Paulo. Também adaptou dramalhões latinos sob a supervisão de Glória Magadan para a Rede Tupi. Passou pela TV Cultura e pela Rede Bandeirantes, onde foi diretor do programa Jovem Urgente e escreveu o Teatro Cacilda Becker, respectivamente. Estreou como autor de telenovelas na Rede Globo com Gabriela.
No fim da vida, passou pela Rede Manchete, onde foi contratado a pedido do diretor Walter Avancini para melhorar a baixa audiência de Tocaia Grande. Em seguida transfere-se para o SBT, onde adaptou Os Ossos do Barão de Jorge Andrade.
Foi casado com a atriz Bárbara Fazio e tiveram dois filhos: Marcelo Durst e Ella.
Dürst morreu no dia 24 de agosto de 1997, aos 75 anos, vítima de um câncer na medula.

## Televisão[2]
| Ano  | Título                            | Escalação                                                   | Parceiros Titulares                                           | Emissora          |
| ---- | --------------------------------- | ----------------------------------------------------------- | ------------------------------------------------------------- | ----------------- |
| 1997 | Os Ossos do Barão                 | autor principal adaptação e remake                          | Jorge Andrade Duca Rachid Marcos Lazarini Mário Teixeira      | SBT               |
| 1995 | Tocaia Grande                     | supervisor adaptação do romance de Jorge Amado              | Duca Rachid Marcos Lazarini Mário Teixeira                    | Rede Manchete     |
| 1990 | Gente Fina                        | supervisor de texto                                         | Luís Carlos Fusco José Louzeiro Marilu Saldanha               | Rede Globo        |
| 1986 | Memórias de um Gigolô             | autor principal                                             | Marcos Rey                                                    | Rede Globo        |
| 1985 | Grande Sertão: Veredas            | autor principal adaptação do romance de Guimarães Rosa      | José Antônio de Souza                                         | Rede Globo        |
| 1984 | Rabo de Saia                      | autor principal adaptação dos romances de José Condé        | José Antônio de Souza Tom Zé Tairone Feitosa                  | Rede Globo        |
| 1984 | Anarquistas, Graças a Deus        | autor principal adaptação da obra de Zélia Gattai           |                                                               | Rede Globo        |
| 1981 | Terras do Sem-Fim                 | autor principal adaptação dos romances de Jorge Amado       |                                                               | Rede Globo        |
| 1981 | Obrigado Doutor                   | roteirista                                                  | Roberto Freire Aguinaldo Silva Ferreira Gullar Walther Negrão | Rede Globo        |
| 1980 | Romeu e Julieta                   | autor principal adaptação do romance de William Shakespeare |                                                               | Rede Globo        |
| 1979 | Os Gigantes                       | co-autor                                                    | Lauro César Muniz Maria Adelaide Amaral                       | Rede Globo        |
| 1979 | Sinal de Alerta                   | colaborador                                                 | Dias Gomes                                                    | Rede Globo        |
| 1979 | Carga Pesada                      | roteirista                                                  | Dias Gomes Ferreira Gullar Gianfrancesco Guarnieri            | Rede Globo        |
| 1978 | O Homem que Veio do Céu           | autor principal                                             |                                                               | Rede Globo        |
| 1977 | Nina                              | autor principal                                             |                                                               | Rede Globo        |
| 1977 | Despedida de Casado               | autor principal                                             | novela não exibida                                            | Rede Globo        |
| 1975 | Gabriela                          | autor principal adaptação do romance de Jorge Amado         |                                                               | Rede Globo        |
| 1973 | Fogo Morto                        | autor principal adaptação do romance de José Lins do Rego   |                                                               | TV Cultura        |
| 1973 | O Capote                          | autor principal                                             |                                                               | TV Cultura        |
| 1973 | O Duelo                           | autor principal                                             | Anton Tchekhov                                                | TV Cultura        |
| 1971 | Meus Filhos                       | autor principal                                             |                                                               | TV Cultura        |
| 1969 | Teatro Cacilda Becker             | autor principal                                             |                                                               | TV Cultura        |
| 1969 | O Bolha                           | autor principal                                             | Sylvan Paezzo                                                 | Rede Bandeirantes |
| 1969 | O Feijão e o Sonho                | autor principal adaptação do romance de Orígenes Lessa      |                                                               | TV Cultura        |
| 1967 | Meu Filho, Minha Vida             | autor principal                                             |                                                               | Rede Tupi         |
| 1965 | Um Rosto Perdido                  | autor principal                                             |                                                               | Rede Tupi         |
| 1965 | A Cor de Sua Pele                 | autor principal                                             |                                                               | Rede Tupi         |
| 1965 | A Outra                           | autor principal                                             |                                                               | Rede Tupi         |
| 1965 | Olhos Que Amei                    | supervisão de texto                                         | Eurico Silva Hilda Morales                                    | Rede Tupi         |
| 1965 | O Cara Suja                       | autor principal                                             | Roberto Valente Geraldo Vietri Glória Magadan                 | Rede Tupi         |
| 1965 | Teresa                            | autor principal                                             | Mimí Bechelani Geraldo Vietri                                 | Rede Tupi         |
| 1964 | Gutierritos, o Drama dos Humildes | autor principal                                             | Estella Calderón                                              | Rede Tupi         |
| 1964 | O Sorriso de Helena               | autor principal                                             | Abel Santa Cruz                                               | Rede Tupi         |
| 1962 | Cleópatra                         | autor principal                                             |                                                               | Rede Tupi         |
| 1958 | TV Teatro                         | autor principal                                             |                                                               | Rede Tupi         |
| 1957 | Pequeno Mundo de Dom Camilo       | autor principal                                             |                                                               | Rede Tupi         |
| 1952 | TV de Vanguarda                   | autor principal                                             |                                                               | Rede Tupi         |

## Cinema
Como roteirista
- Paixão de Gaúcho (1957)
- O Sobrado (1956)
- A Carrocinha (1955)
- Toda a Vida em Quinze Minutos (1953)

Como diretor
- Paixão de Gaúcho (1957)
- O Sobrado (1956)